# Supercopa d'Espanya de futbol 1982
La Supercopa d'Espanya de futbol 1982 va ser la 1a edició de la Supercopa d'Espanya de futbol, una competició futbolística que enfronta el campió de la lliga espanyola amb el de la copa.
En aquesta ocasió es va disputar a doble partit. El 13 d'octubre de 1982 es va jugar l'anada al camp del campió de la copa 1981-82, el Reial Madrid, amb victòria local per 1 a 0. A la tornada, disputada el 28 de desembre de 1982 al camp del campió de la lliga 1981-82, la Reial Societat, l'equip basc es va imposar per 4 a 0 i es va endur el campionat, amb un marcador total de 4 a 1.

## Participants
| Equip          | Raó de la classificació    | Participacions anteriors (la negreta indica que la van guanyar) |
| -------------- | -------------------------- | --------------------------------------------------------------- |
| Reial Societat | Campió de la lliga 1981-82 | Cap                                                             |
| Reial Madrid   | Campió de la copa 1981-82  | Cap                                                             |

## Partits

### Anada
| Reial Madrid | 1–0 | Reial Societat |
| ------------ | --- | -------------- |
| Metgod 44'   |     |                |

### Tornada
| Reial Societat                                             | 4–0 (pr.) | Reial Madrid |
| ---------------------------------------------------------- | --------- | ------------ |
| Uralde 53', 103' · López Ufarte 91' · Salguero 104' (p.p.) |           |              |

## Campió
| Campió de la Supercopa d'Espanya 1982 |
| ------------------------------------- |
| Reial Societat 1r títol               |